# Axitinib

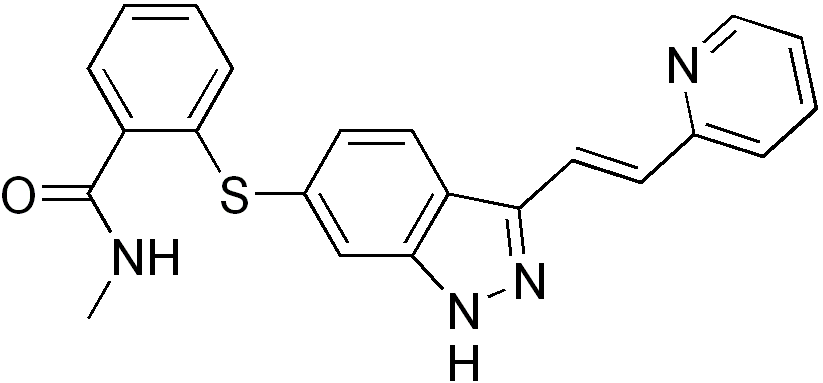
Formule topologique de l'axitinib

L'axitinib (AG013736 ; Inlyta) est une petite molécule inhibitrice de la tyrosine kinase développée par Pfizer. Elle inhibe de façon significative la croissance du cancer du sein dans des modèles de xénogreffes et a montré une efficacité dans des essais cliniques de carcinome rénal.